# Cord il bandito
Cord il bandito (Cattle Empire) è un film del 1958 diretto da Charles Marquis Warren.
È un western statunitense con Joel McCrea e Gloria Talbott.

## Trama
John Cord, tornato ad Hamilton City dopo cinque anni di carcere, sta venendo malmenato a morte dai cittadini, i quali lo incolpano della distruzione della loro città avvenuta appunto cinque anni prima. In suo soccorso giunge Ralph Hamilton, un cieco allevatore di bestiame, insieme a suo fratello Douglas e sua moglie Janice, un tempo fidanzata dello stesso Cord. Questi lo portano alla fattoria e gli medicano le ferite, dopodiché Ralph gli propone di guidare la sua mandria (5000 capi) attraverso il deserto fino al Forte Clamson. Cord, colmo di rancore, rifiuta e si reca in città a bere. Qui viene nuovamente respinto da molti cittadini, i quali affermano che lui avesse scatenato i suoi uomini in stato di ebbrezza sulla città, i quali la distrussero. Dopo essersi riunito con due amici, i fratelli Jeffrey, si ricongiunge con Garth, un tempo uomo di Hamilton, ma che ora agisce per conto suo. Questi gli fa la stessa offerta: guidare una mandria, e stavolta Cord accetta. Tuttavia, decide di muoversi tre giorni dopo la mandria per osservare le mosse di Hamilton. Torna dunque alla fattoria e afferma di aver accettato l'offerta di Ralph. Tre giorni dopo, lui, gli Hamilton, i fratelli Jeffrey con la loro graziosa nipote Sandy (innamorata di Cord sin dall'infanzia) ed altri uomini di Hamilton City si mettono in viaggio insieme ai 5000 capi. Una sera si reca da Garth, informandolo del suo doppio gioco verso Hamilton, affermando che lui, dato il suo vantaggio, non ha di che preoccuparsi. La sera stessa, però, i Jeffrey rimproverano John per le sue intenzioni, facendogli cambiare idea. Così, la sera dopo, Cord torna da Garth, affermando che ora i due stanno da due parti diverse. Gli uomini, inizialmente diffidenti verso John, iniziano a seguire i suoi ordini senza opporsi, mentre Janice si rende conto d'amare ancora Cord. Dopo un lungo viaggio giungono finalmente al Pecos. Accampati qui, gli uomini iniziano a voler bere e decidono di recarsi a Tumbleweed. John, però, offre loro del whisky lì e intima loro di non muoversi, ricordando che loro stessi hanno inveito per cinque anni contro dei viaggiatori ubriachi. Ne segue una lite, interrotta da Ralph Hamilton, il quale racconta che fu lui, insieme a Garth, a scatenare gli uomini contro Hamilton City dopo aver tramortito Cord e disperso la sua mandria per questioni di concorrenza. Cord, durante lo scontro che ne seguì, spaccò una bottiglia sul volto di Hamilton, accecandolo a vita. Sconsolato da ciò, Ralph lo lasciò condannare.
Nel frattempo, Garth, prendendo una strada accidentata e priva d'acqua, ha perduto tutta la sua mandria e ora vuole quella di Hamilton. Durante lo scontro, Cord ha la meglio e si rifiuta di finirlo, catturandolo vivo e ferito.
Alla fine, John decide di andarsene prima di raggiungere il forte, lasciando il comando a Douglas per la poca strada che resta e si allontana senza salutare gli altri.
Tuttavia, Sandy lo raggiunge e gli chiede di poter venire con lui. Lui rifiuta, comunque le promette che tornerà, se lei continuerà ad amarlo.

## Produzione
Il film, diretto da Charles Marquis Warren su una sceneggiatura di Endre Bohem e Eric Norden e un soggetto di Daniel B. Ullman, fu prodotto da Robert Stabler per la Twentieth Century Fox tramite la Regal Films e la Emirau Productions. Fu girato nelle Alabama Hills a Lone Pine, California, da metà settembre all'inizio di ottobre 1957.

## Distribuzione
Il film fu distribuito con il titolo Cattle Empire negli Stati Uniti nel febbraio del 1958 al cinema dalla Twentieth Century Fox.
Altre distribuzioni:
- in Svezia il 28 aprile 1958 (John Cord tar revansch)
- in Finlandia il 18 luglio 1958 (John Cord iskee takaisin)
- in Austria nell'agosto del 1958 (Die Rache des Texaners)
- in Brasile (Homens Sem Lei)
- in Spagna (El imperio del ganado)
- in Grecia (Anthropoi me siderenia kardia)
- in Italia (Cord il bandito)
- in Germania Ovest (Die Rache des Texaners)

## Critica
Secondo il Morandini il film è un "western di livello medio", che si pone allo stesso livello qualitativo degli altri film del regista Warren.

## Promozione
Le tagline sono:
- The Wars of the Ranch Kings!
- The Blazing Story of the Ranch Kings Who Drov New Roads of Empire Across the Untamed West!
- The war of the ranch kings stampedes the West's wildest cattle empire (US poster)
- Thundering herds battle for the winning of the West's wildest cattle empire! (US poster)